# Curva convexa

Una curva convexa es el límite de un conjunto convexo

Una parábola, ejemplo simple de una curva convexa

En geometría, una curva convexa se define como una curva simple en el plano euclidiano que se encuentra completamente a un lado de todas y cada una de sus rectas tangentes. 
El límite de un conjunto convexo es siempre una curva convexa. 

## Definiciones

### Definición por rectas de apoyo
Cualquier línea recta L divide el plano euclidiano en dos semiplanos cuya unión es todo el plano y cuya intersección es L. Se dice que una curva C "se encuentra en un lado de L" si está completamente contenida en uno de los semiplanos. Una curva plana se llama convexa si se encuentra en un lado de cada una de sus líneas tangentes. En otras palabras, una curva convexa es una curva que posee una recta de soporte a través de cada uno de sus puntos. 

### Definición por conjuntos convexos
Una curva convexa puede definirse como el límite de un conjunto convexo en el plano euclidiano. Esta definición es más restrictiva que la definición en términos de líneas tangentes; en particular, con esta definición, una curva convexa no puede tener puntos finales.
A veces, se utiliza una definición más flexible, en la que una curva convexa es una curva que forma un subconjunto del límite de un conjunto convexo. Según esta definición, una curva convexa puede tener puntos finales. 

### Curva estrictamente convexa
Una curva estrictamente convexa es una curva convexa que no contiene ningún segmento rectilíneo. De manera equivalente, una curva estrictamente convexa es una curva que interseca cualquier línea recta como máximo en dos puntos, o una curva simple en posición convexa, lo que significa que ninguno de sus puntos es una combinación convexa de ningún otro subconjunto de sus puntos. 

## Propiedades
Cada curva convexa que es el límite de un conjunto convexo cerrado tiene una longitud finita bien definida. Es decir, estas curvas son un subconjunto de las curvas rectificables.
De acuerdo con el teorema de los cuatro vértices, cada curva convexa suave que es el límite de un conjunto convexo cerrado tiene al menos cuatro vértices, puntos que son mínimos locales o máximos locales de curvatura.

### Tangentes paralelas
Una curva C es convexa si y solo si no hay tres puntos diferentes en C, de modo que las tangentes en estos puntos sean paralelas. 
Demostración: 
⇒ Si posee tres tangentes paralelas, entonces una de ellas, digamos L, debe estar entre las otras dos. Esto significa que C se encuentra a ambos lados de L, por lo que no puede ser convexa. 
⇐ Si C no es convexa, entonces, por definición, hay un punto p en C tal que la línea tangente en p (llámese L) tiene a C en ambos lados. Como C está cerrada, si se recorre la parte de C que se encuentra en un lado de L, finalmente se llega al punto q1 que está más alejado de L. La tangente a C en q1 (llámese L1) debe ser paralela a L. Lo mismo es cierto en el otro lado de L: hay un punto q2 y una tangente L2 que es paralela a L. Por lo tanto, hay tres puntos diferentes, { p, q1, q2 }, de modo que sus tangentes son paralelas. 

### Monotonía del ángulo de giro
Una curva se llama simple si no se interseca consigo misma. Una curva simple, plana, regular y cerrada C es convexa si y solo si su curvatura es siempre no negativa o siempre no positiva, es decir, si y solo si el ángulo de giro (el ángulo de la tangente a la curva) sigue una  función débilmente monótona dependientd de la parametrización de la curva.
⇐ Si C no es convexa, entonces, por el lema de las tangentes paralelas, posee tres puntos {p, q1, q2}, de modo que las tangentes en estos tres puntos son paralelas. Al menos dos deben tener sus tangentes con signo apuntando en la misma dirección. Sin pérdida de generalidad, supóngase que estos puntos son q1 y q2. Esto significa que la diferencia en el ángulo de giro al pasar de q1 a q2 es un múltiplo de 2π. Hay dos posibilidades: 
- La diferencia en el ángulo de giro de q1 a q2 es 0. Entonces, si el ángulo de giro fuera una función monótona, debería ser constante entre q1 y q2, de modo que la curva entre estas dos líneas debería ser una línea recta. Pero esto significaría que las dos líneas tangentes L1 y L2 son la misma recta, lo que implica una contradicción.
- La diferencia en el ángulo de giro de q1 a q2 es un múltiplo de 2π distinto de cero. Como la curva es simple (no se cruza), todo el cambio en el ángulo de giro alrededor de la curva debe ser exactamente 2π.[7] Esto significa que la diferencia en el ángulo de giro de q2 a q1 debe ser 0, por lo que por el mismo razonamiento que antes se llega a una contradicción.

Por lo tanto, queda demostrado que si C no es convexa, el ángulo de giro no puede ser una función monótona. 
⇒ Supóngase que el ángulo de giro no es monótono. Entonces se puede encontrar tres puntos en la curva, s1 < s0 < s2, de modo que el ángulo de giro en s1 y s2 sea el mismo y diferente que el ángulo de giro en s0. En una curva cerrada simple, todos los ángulos de giro están cubiertos. En particular, hay un punto s3 en el que el ángulo de giro es el ángulo de giro en s1 cambiado de signo. Considérense tres puntos, {s1, s2, s3}, cuyo ángulo de giro difiere en un múltiplo de π. Hay dos posibilidades: 
- Si las tangentes en estos tres puntos son todas distintas, entonces son paralelas, y según el lema de las tangentes paralelas, C no es convexa.
- De lo contrario, hay dos puntos distintos de C, tales como p y q, que se encuentran en la misma recta tangente, L. Hay dos casos secundarios: 
  - Si L no está contenida en C, entonces considérese la línea recta perpendicular a L en cierto punto, r, que no es un punto de C. Esta perpendicular cruza C en dos puntos, tales como r1 y r2 . La tangente a C en r1 tiene al menos uno de los puntos {p, q, r2} a cada lado, por lo que C no es convexa.
  - Si L está contenida en C, entonces los dos puntos p y q tienen el mismo ángulo de giro y, por lo tanto, deben ser s1 y s2 . Pero esto contradice la suposición de que hay un punto s0 entre s1 y s2 con un ángulo de giro diferente.

Por lo tanto, queda demostrado que si el ángulo de giro no es monótono, la curva no puede ser convexa. 

## Formas relacionadas
Las curvas convexas suaves con un eje de simetría a veces se denominan óvalos. Sin embargo, en geometría proyectiva finita, los óvalos se definen como conjuntos para los que cada punto tiene una línea recta única disjunta del resto del conjunto, una propiedad que en la geometría euclidiana es cierta para las curvas lisas estrictamente convexas y cerradas. 